# Olivier Le Court de Billot
Pour les articles homonymes, voir Lecourt.
Olivier Le Court de Billot, né le 4 juin 1993, est un coureur cycliste mauricien. Il a notamment remporté le Tour de Maurice en 2017. 

## Biographie
Olivier Le Court de Billot est issue d'une famille passionnée de sport, d'un père Bernard originaire de France et d'une mère Patricia originaire d'Écosse. Il commence le cyclisme sur son île natale, sociétaire du Vélo club des Jeunes cyclistes de Curepipe (VCJCC). Sa sœur Kimberley est également coureuse cycliste.
En 2011, il est sacré double champion de Maurice juniors (moins de 19 ans), dans la course en ligne et le VTT cross-country. Il participe également aux championnats du monde sur route de Copenhague. Victime d'une chute, il se classe 146e et dernier de la course en ligne. 
En 2012, il rejoint le Vélo Club Sainte-Croix-en-Plain en France, avec pour objectif de devenir cycliste professionnel en Europe. Au mois d'octobre, il s'impose sur la version espoirs du Tour de Maurice, réservé aux coureurs de moins de 23 ans. Il court ensuite durant deux saisons au Team Rémy Meder Haguenau
En 2015, il intègre l'US Montauban 82. Vainqueur d'une étape du Circuit de la Drôme, il obtient diverses places d'honneur chez les amateurs. Au mois d'aout, il est médaillé d'argent dans le contre-la-montre par équipes aux Jeux des îles de l'océan Indien, avec ses coéquipiers mauriciens. En 2016, il est recruté par le GSC Blagnac Vélo Sport 31. Il se distingue au niveau UCI en prenant la huitième place du Tour de Gironde. En septembre, il remporte le classement général du Tour de Maurice, en ayant porté le maillot de leader de bout en bout.
En début d'année 2020, il chute lourdement lors du Circuit de l'Essor et se fracture un rein. Il reste huit jours à l'hôpital, dont quatre en réanimation. Il ne reprend le vélo que sur home trainer au début du mois de mars.

## Palmarès

### Palmarès sur route
- 2009
  -  Champion de Maurice sur route cadets
- 2011
  -  Champion de Maurice sur route juniors
- 2012
  - 3e du Prix des Vallons de Schweighouse
- 2015
  - 3e étape du Circuit de la Drôme
  -  Médaillé d'argent du contre-la-montre par équipes aux Jeux des îles de l'océan Indien
- 2017
  - Tour de Maurice :
    - Classement général
    - Prologue et 4e étape

  - L'Ariégeoise XXl
- 2019
  - Nocturne de Blossac
  - Prologue du Tour de Maurice (contre-la-montre par équipes)

### Classements mondiaux
| Année           | 2017   |
| --------------- | ------ |
| UCI Europe Tour | 1 689e |

### Palmarès en VTT
- 2011
  -  Champion de Maurice de cross-country juniors[14]